# Lillei Alán
Lillei Alán, franciásan Alain de Lille (latinul: Alanus ab Insulis), olykor Alain de Ryssel (Lille, 1128 körül – Citeaux, 1202. július 6.) középkori skolasztikus filozófus és teológus, akit nagy tudománya miatt Doctor universalis et magnusnak neveztek.

## Élete és munkássága
Életéről kevés adat maradt fenn, ráadásul személyét sokszor összetévesztik Alanus auxerre-i püspökkel. Alain de Lille művei közül kiemelendő híres teológiai munkája De arte sive de articulis fidei catholicae címen, illetve két nagy filozófiai költeménye. Az első, a De Planctu naturae ('A természet panaszáról') az ember hibáit sorolja fel, egyben geometriai módon, axiómákkal, definíciókkal stb. iparkodik a keresztény hit dogmáit bizonyítani; a második, az Anti-Claudianus – a középkor egyik leghíresebb latin költeménye – a szerző Claudius Claudianussal szemben (aki egyik szatírájában a negatív ember mintáját alkotta meg) a jó és tökéletes ember mintaképét rajzolta le. Alain de Lille racionalista nézetei bizonyos mértékben hasonlítanak Baruch Spinoza újkori filozófus gondolataira. Ismerünk még tőle egy Doctrinale altum seu liber parabolarum című verses művet is. Munkái közül többet de Visch adott ki Antwerpenben 1653-ban.

## Művei magyarul
- Alain de Lille: Anticlaudianus, részletek, Ladányi-Turóczy Csilla és Szabados Imre fordítása. Tudományos és kulturális folyóirat, 5-6. szám, 1997 június-július; Kiadó: Palimpszeszt Kulturális Alapítvány. Online